# Comuna Lunca, Mureș
Lunca (în maghiară: Tekeújfalva, în germană: Trassten) este o comună în județul Mureș, Transilvania, România, formată din satele Băița, Frunzeni, Logig, Lunca (reședința) și Sântu.

## Demografie
Componența etnică a comunei Lunca
     Români (90,66%)
     Maghiari (1,3%)
     Alte etnii (8,04%)
Componența confesională a comunei Lunca
     Ortodocși (84,31%)
     Greco-catolici (5,53%)
     Reformați (1,35%)
     Alte religii (1,64%)
     Necunoscută (7,17%)
Conform recensământului efectuat în 2021, populația comunei Lunca se ridică la 2.078 de locuitori, în scădere față de recensământul anterior din 2011, când fuseseră înregistrați 2.625 de locuitori. Majoritatea locuitorilor sunt români (90,66%), cu o minoritate de maghiari (1,3%). Din punct de vedere confesional, majoritatea locuitorilor sunt ortodocși (84,31%), cu minorități de greco-catolici (5,53%) și reformați (1,35%), iar pentru 7,17% nu se cunoaște apartenența confesională.

## Politică și administrație
Comuna Lunca este administrată de un primar și un consiliu local compus din 11 consilieri. Primarul, Teodor Vultur[*], de la Partidul Social Democrat, este în funcție din 1996. Începând cu alegerile locale din 2024, consiliul local are următoarea componență pe partide politice:
|  | Partid                          | Consilieri | Componența Consiliului | Componența Consiliului | Componența Consiliului | Componența Consiliului | Componența Consiliului | Componența Consiliului |
|  | ------------------------------- | ---------- | ---------------------- | ---------------------- | ---------------------- | ---------------------- | ---------------------- | ---------------------- |
|  | Partidul Social Democrat        | 6          |                        |                        |                        |                        |                        |                        |
|  | Partidul Național Liberal       | 4          |                        |                        |                        |                        |                        |                        |
|  | Alianța pentru Unirea Românilor | 1          |                        |                        |                        |                        |                        |                        |